# Pennatula pearceyi
Pennatula pearceyi is een Pennatulaceasoort uit de familie van de Pennatulidae. De wetenschappelijke naam van de soort is voor het eerst geldig gepubliceerd in 1880 door  Albert von Kölliker. De soort werd ontdekt tijdens de Challenger-expeditie (1872-1876). Kölliker noemde de soort naar Frederick Pearcey, een assistent op de expeditie.